# Urspringen (Ostheim vor der Rhön)
Urspringen ist ein Dorf mit 371 Einwohnern in der bayerischen Rhön. Es gehört als Ortsteil zur Gemeinde Ostheim vor der Rhön im Landkreis Rhön-Grabfeld.

## Geschichte
Der Dorfname wird von der starken Bahraquelle abgeleitet. Diese entspringt mitten im Dorf beim Pfarrhaus. Die Gemeinde wird den vielen Krongütern Karl des Großen zugeschrieben. Lieblingsaufenthalt des Karolinger Kaisers ist eher der Sage zuzurechnen. Später gehörte das Dorf zum Bistum Fulda. Im Jahr 1643 hatte Urspringen über 50 Einwohner, um 1700 waren es um die 300 Einwohner.
Die Haupteinnahmequelle ist die Landwirtschaft und die Jagdverpachtung. Es gab weiterhin die Getreidemühle Feldmühle. Urspringen wurde am 30. Juni 1972 ein Ortsteil von Ostheim in der Rhön.

## Weblinks

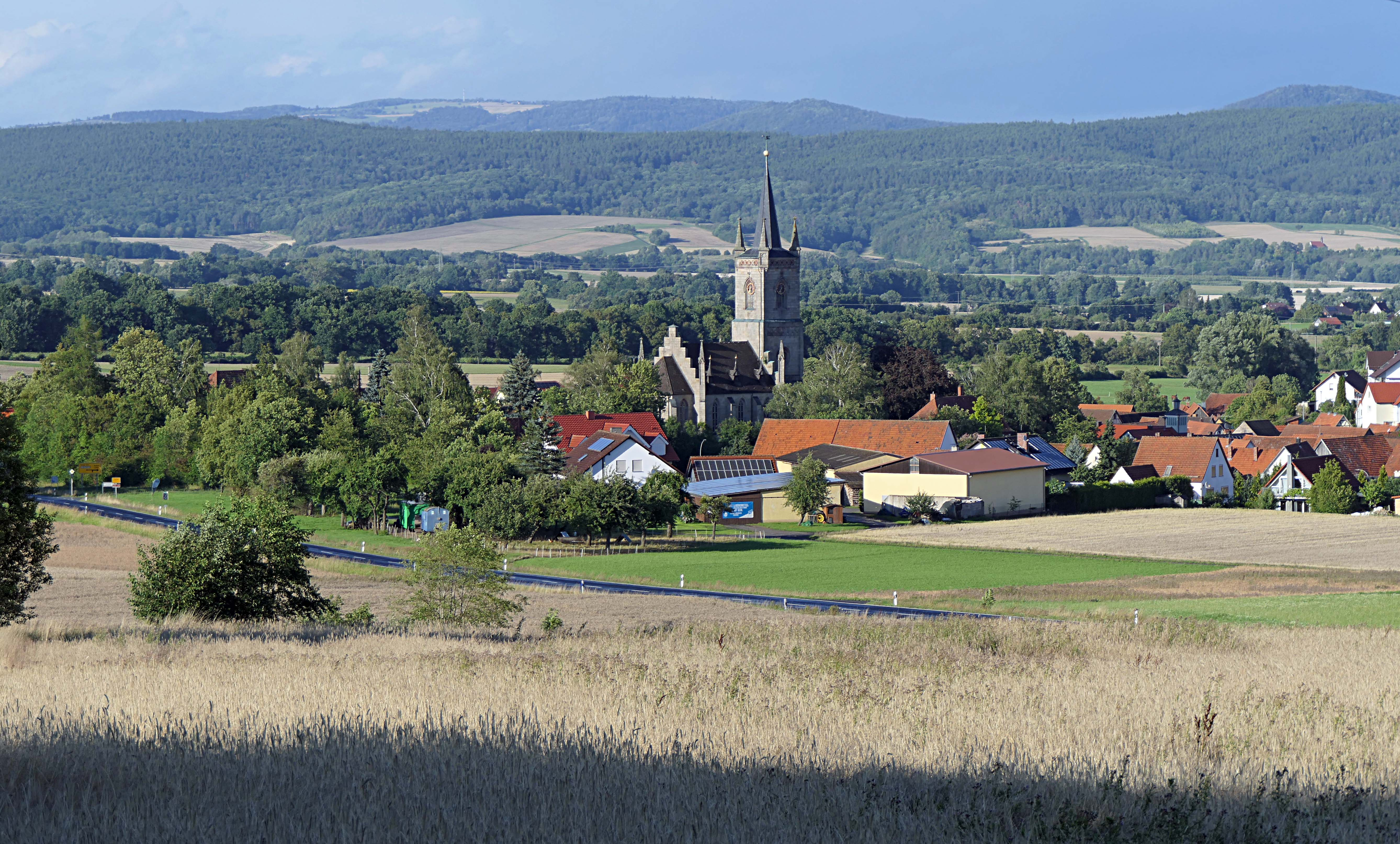
Urspringen von Südwesten